# Jan Bernard Blijdenstein
Jan Bernard Blijdenstein (Enschede, 18 februari 1756 - aldaar, 10 december 1826) was een Nederlandse textielfabrikant en burgemeester van Enschede.

## Leven en werk
Blijdenstein, zoon van de Twentse fabrikant van lijnzaad en lakens Benjamin Blijdenstein en Christina van Lochem, nam de mede door zijn vader opgerichte firma Blijdenstein & Ten Cate over in 1790 en leidde dit bedrijf tot 1815. Hij was ook de oprichter van de firma Blijdenstein & Co. Daarnaast was hij eigenaar van een ververij in Enschede.
Blijdenstein was ook politiek actief. Hij maakte deel uit van het Vertegenwoordigend Lichaam voor het district Almelo (1798-1799) en was vanaf 1811 lid van de algemene raad van het departement Monden van de IJssel. In 1811 werd het benoemd tot maire van Enschede, een functie die vanaf 1813 burgemeester werd genoemd.
Blijdenstein was een groot verzamelaar van boeken, hij bezat voor die tijd de grootste collectie boeken van Enschede. Dit familiebezit ging bij de stadsbrand van Enschede in 1862 grotendeels verloren. Twee getijden- en gebedenboeken van Blijdenstein werden op 19 september 1882 geschonken aan het Aartsbisschoppelijk museum (nu: Museum Catharijneconvent). Beide boeken hebben banden die zijn bestempeld met het wapen van de familie Blijdenstein en het monogram JBB.
Blijdenstein huwde in 1778 te Delden met Geertruid Schimmelpenninck, zij overleed in 1783 drie maanden na de geboorte van hun derde kind. Hij was de grootvader van de Twentse fabrikant en politicus Albert Jan Blijdenstein. Zijn vrouw was een nicht van de raadpensionaris Rutger Jan Schimmelpenninck.

## Koninklijk bezoek
Koning Lodewijk Napoleon overnachtte tijdens zijn bezoek aan Enschede ten huize van Jan Bernard Blijdenstein.